# Iluminuras Estúdio
Iluminuras Estúdio de Animação é uma produtora brasileira sediada em Belém, no estado do Pará, especializada na criação de conteúdos audiovisuais em animação 2D. Fundado oficialmente em 13 de maio de 2014, o estúdio tem como foco narrativas que valorizam a cultura amazônica, o folclore regional e temas ligados à diversidade e inclusão.

## Produções
O estúdio é responsável por diversas produções reconhecidas nacional e internacionalmente, incluindo:
- As Icamiabas na Amazônia de Pedra (2012–2019), exibida pela TV Cultura do Pará[2]
- Brinquedonautas (2019–2020), exibida em emissoras públicas e universitárias, com estreia nacional na TV Brasil[3]
- Os Chocolix – Temporadas 4 e 5 (2022–2023), em parceria com a Split Studio, exibida no canal Nick Jr.[4]
- Contos Mirabolantes – O Olho do Mapinguari (2023), curta de animação infantil
- A Sensacional Vilabarca (prevista para 2025)

As obras do Iluminuras foram exibidas em festivais como Anima Mundi, Monstra (Portugal), Animasivo (México), e em canais como TV Cultura do Pará, TV Brasil, Nick Jr. e Nat Geo Kids.